# 미키 하기테이
미키 하기테이(영어: Mickey Hargitay, 1926년 1월 6일 ~ 2006년 8월 14일)는 헝가리 태생의 미국 보디빌더 배우이다. 본래 부다페스트 출신으로 헝가리어 본명은 허르기터이 미클로시(헝가리어: Hargitay Miklós)이다. 1947년 미국으로 이주하여 시민권을 취득했고, 동료 배우 제인 맨스필드와 결혼하였다. 맨스필드와의 사이에서 현재 배우로 활동중인 딸 머리슈커 하기테이를 얻었다.

## 출연 작품
- 윌 석세스 스포일 락 헌터 (1957)